# Sergij Bebeško
Sergij Vasiljovič Bebeško (ukrajinsko Сергій Васильович Бебешко), ukrajinski rokometaš, * 29. februar 1968.
Leta 1992 je na poletnih olimpijskih igrah v Barceloni v sestavi Združene ekipe osvojil zlato olimpijsko medaljo.